# Top Model of the World 2022
Top Model of the World 2022 fue la 28.ª edición del certamen Top Model of the World, correspondiente al año 2022; la cual se llevó a cabo el 11 de marzo en Ain Sujna, Egipto. Candidatas de 46 países y territorios autónomos compitieron por el título. Al final del evento, Pierinna Patiño Flores, Top Model of the World 2020 de Perú, coronó a Natálie Kočendová, de República Checa, como su sucesora.

## Resultados
| Posiciones                  | Candidata |
| --------------------------- | --- |
| Top Model of the World 2022 | - República Checa - Natálie Kočendová |
| Primera Finalista           | - Ecuador - Nicole Alejandra Zambrano Barreto |
| Segunda Finalista           | - Colombia - Dayana Cárdenas Mestra |
| Top 5                       | - Inglaterra - Chlöe Nicole Ellman-Baker - Trinidad y Tobago - Sihle Steffani Letren |
| Top 15                      | - Alemania - Tatjana Genrich - Brasil - Patricia Padilha - Costa Rica - María Catalina Murillo Gutiérrez - Filipinas - Maria Imari Rodriguez - Ghana - Valentina Nartey - Kirguistán - Saadat Asylbekova - Mauricio - Marie Amellia Leonard - Perú - Fabiola Aguilar - Rumania - Ioana Izabela Hotăran - Venezuela - Claudia Valentina Herrera Olivares |

## Premios especiales
| Premio            | Candidata                                       |
| ----------------- | ----------------------------------------------- |
| Miss Fotogénica   | - Costa Rica - María Catalina Murillo Gutiérrez |
| Miss Popularidad  | - Alemania - Tatjana Genrich                    |
| Miss Simpatía     | - Egipto - Yasmin Hassan El-Serafy              |
| Mejor Cuerpo      | - Colombia - Dayana Cárdenas Mestra             |
| Miss Mejor Estilo | - República Checa - Natálie Kočendová           |
| Miss Sunrise      | - República Checa - Natálie Kočendová           |
| Miss Globe        | - Afganistán - Sohra Schümann                   |
| Reina de Europa   | - Inglaterra - Chlöe Nicole Ellman-Baker        |

## Candidatas
46 candidatas compitieron por el título:
(En la tabla se utiliza su nombre completo, los sobrenombres van entrecomillados y los apellidos utilizados como nombre artístico, entre paréntesis; fuera de ella se utilizan sus nombres «artísticos» o simplificados).
| País/Territorio     | Candidata                          |
| ------------------- | ---------------------------------- |
| Afganistán          | Sohra Schümann                     |
| Alemania            | Tatjana Genrich                    |
| Bélgica             | Laurine Remans                     |
| Brasil              | Patricia Padilha                   |
| Bulgaria            | Iliyana Chakarova                  |
| Canadá              | Breanna Mantley                    |
| China               | Kioko Lily Li                      |
| Colombia            | Dayana Cárdenas Mestra             |
| Costa Rica          | María Catalina Murillo Gutiérrez   |
| Ecuador             | Nicole Alejandra Zambrano Barreto  |
| Egipto              | Yasmin Hassan El-Serafy            |
| Estados Unidos      | Taelyr Mackenzie Robinson          |
| Estonia             | Eleanora Šarova                    |
| Filipinas           | Maria Imari Rodriguez              |
| Finlandia           | Liina Ilona Malinen                |
| Georgia             | Ann Topuria                        |
| Ghana               | Valentina Nartey                   |
| Grecia              | Léna Selim                         |
| Hungría             | Léna Palócz                        |
| India               | Ipsita Priyadarsini                |
| Indonesia           | Safira Reski Ramadhanti Rumimper   |
| Inglaterra          | Chlöe Nicole Ellman-Baker          |
| Irlanda             | Orla Quinn                         |
| Kirguistán          | Saadat Asylbekova                  |
| Macedonia del Norte | Andrijana Ilioska                  |
| Maldivas            | Aminath Aseela                     |
| Mar Báltico         | Laura Göcht                        |
| Mauricio            | Marie Amellia Leonard              |
| México              | Fedra Alondra Pérez Solís          |
| Moldavia            | Nicolina Harea-Martinova           |
| Nigeria             | Wendy Aishat Abulateef             |
| Países Bajos        | Aafke Stroosma                     |
| Perú                | Fabiola Aguilar                    |
| República Checa     | Natálie Kočendová                  |
| Rumania             | Ioana Izabela Hotăran              |
| Serbia              | Tara Računica                      |
| Sierra Leona        | Margret Seigna Sesay               |
| Sri Lanka           | Diwangana Perera                   |
| Sudamérica          | María Camila Clavijo Sotelo        |
| Sudán del Sur       | Nyamal Pal Puot Luang              |
| Suecia              | Veronica Alicia Sesten             |
| Tailandia           | Marisa Phonthirat                  |
| Trinidad y Tobago   | Sihle Steffani Letren              |
| Venezuela           | Claudia Valentina Herrera Olivares |
| Zambia              | Stephanie Mulamata                 |
| Zimbabue            | Charlotte Msipa                    |

### Candidatas retiradas
- Armenia - Lana Asatryan
- Australia - Tegan Paige Laity
- Camerún - Alinga Maimouna Meme
- Turquía - Fulya Göktepe

### Candidatas reemplazadas
- Alemania - Josephin Endom fue reemplazada por Tatjana Genrich.

## Datos acerca de las delegadas
- Algunas de las delegadas de Top Model of the World 2022 han participado, o participarán, en otros certámenes internacionales de importancia:
  - Tatjana Genrich (Alemania) participó sin éxito en Top Model of the World 2016, representando a Mar Báltico, y cuarta finalista en Miss Intercontinental 2022.
  - Laurine Remans (Bélgica) participó sin éxito en Miss Intercontinental 2022 y The Miss Globe 2023.
  - Kioko Lily Li (China) fue cuartofinalista en Miss Heritage Global 2022 y participó sin éxito en Miss Freedom of the World 2022 y Miss Elite 2023.
  - Liina Ilona Malinen (Finlandia) participó sin éxito en Miss Turismo of the Globe 2019, Miss Turismo Global City 2019, Top Model of the World 2019, Miss Grand Internacional 2020 y Top Model of the World 2023 y participará en Top Model of the World 2024.
  - Ann Topuria (Georgia) participó sin éxito en Miss Intercontinental 2021.
  - Safira Reski Ramadhanti Rumimper (Indonesia) participó sin éxito en Miss Tierra 2020.
  - Chlöe Nicole Ellman-Baker (Inglaterra) participó sin éxito en Miss Grand Internacional 2023 representando a Reino Unido.
  - Andrijana Ilioska (Macedonia del Norte) fue semifinalista en The Miss Globe 2017 y participó sin éxito en Miss Aura Internacional 2020 representando a Croacia.
  - Laura Göcht (Mar Báltico) participó sin éxito en Miss Intercontinental 2023 representando a Alemania.
  - Fabiola Aguilar (Perú) fue cuartofinalista en Miss Model of the World 2018.
  - Ioana Izabela Hotăran (Rumania) participó sin éxito en Miss Supranacional 2023.
  - Tara Računica (Serbia) fue cuartofinalista en Top Model of the World 2023.
  - María Camila Clavijo Sotelo (Sudamérica) participó sin éxito en Miss Europa Continental Mundo 2024 representando a Colombia.
  - Marisa Phonthirat (Tailandia) fue primera finalista en Miss Planeta Internacional 2019.

## Sobre los países en Top Model of the World 2022

### Naciones que regresan a la competencia
Compitió por última vez en 2004:
- Sudamérica

Compitió por última vez en 2005:
- Indonesia

Compitió por última vez en 2007/2008:
- Grecia

Compitió por última vez en 2011/2012:
- Afganistán

Compitió por última vez en 2014:
- China

Compitió por última vez en 2015:
- Trinidad y Tobago

Compitieron por última vez en 2016:
- Ecuador
- Kirguistán
- Nigeria

Compitieron por última vez en 2017:
- Egipto
- Estados Unidos
- Irlanda
- Tailandia

Compitieron por última vez en 2018:
- Bélgica
- Estonia
- Ghana
- Inglaterra
- Sierra Leona

Compitieron por última vez en 2019:
- Filipinas
- Finlandia
- India
- Moldavia
- Países Bajos
- República Checa

### Naciones ausentes
| - África - Azerbaiyán - Bielorrusia - Kenia - Mar Negro - República Dominicana | - Rusia - Sudáfrica - Turquía - Ucrania - Uzbekistán |